# Briefmarken-Jahrgang 1953 des Saarlandes
Der Briefmarken-Jahrgang 1953 des Saarlandes umfasste 7 Sondermarken. Die Dauermarkenserie Ansichten aus dem Saarland wurde um weitere neun Ausgaben ergänzt.
Nach dem Zweiten Weltkrieg war das Saarland von Dezember 1947 bis Ende 1956 ein teilautonomes Land unter dem Protektorat Frankreichs. Da es (bis Juli 1959) wirtschaftlich an Frankreich angegliedert war, galt der Französische Franken als Währung.

## Liste der Ausgaben und Motive
Legende
- Bild: Eine bearbeitete Abbildung der genannten Marke. Das Verhältnis der Größe der Briefmarken zueinander ist in diesem Artikel annähernd maßstabsgerecht dargestellt. Sollten keine Marken abgebildet sein, liegt es daran, dass das Urheberrecht des Künstlers noch nicht erloschen ist.
- Beschreibung: Eine Kurzbeschreibung des Motivs und/oder des Ausgabegrundes. Bei ausgegebenen Serien oder Blocks werden die zusammengehörigen Beschreibungen mit einer Markierung versehen eingerückt.
- Wert: Der Frankaturwert der einzelnen Marke in Saar-Franken. Ein „+“ bedeutet, dass es sich um eine Zuschlagsmarke handelt (= Frankaturwert + Spende).
- Ausgabedatum: Das Datum des erstmaligen Verkaufs dieser Briefmarke.
- Gültig bis: Das Datum, an dem die Gültigkeit endete.
- Auflage: Soweit bekannt, wird hier die zum Verkauf angebotene Anzahl dieser Ausgabe angegeben.
- Entwurf: Soweit bekannt, wird hier angegeben, von wem der Entwurf dieser Marke stammt.
- Mi.-Nr.: Diese Briefmarke wird im Michel-Katalog unter der entsprechenden Nummer gelistet.

| Sondermarken | |                |                       |                   |            |                                       |       |
| Bild         | Beschreibung | Werte in Franc | Ausgabe- datum (1953) | gültig bis        | Auflage    | Entwurf                               | MiNr. |
|              | Saarmesse Teil des Messegeländes und Burbacher Hütte                                                                                               | 15             | 23. März              | 31. März 1955     | 1.500.000  | H. Ring                               | 341   |
|              | Tag der Briefmarke Bayerischer und Preußischer Postillon um 1900                                                                                   | 15             | 3. Mai                | 30. April 1955    | 350.000    | Hermann Mees                          | 342   |
|              | Rotes Kreuz 125. Geburtstag von Henry Dunant (1828–1910)                                                                                           | 15+5           | 3. Mai                | 30. April 1955    | 300.000    | Französische Postwertzeichendruckerei | 343   |
|              | Volkshilfe - Tizian: Clarice Strozzi | 15+5           | 16. November          | 31. Oktober 1955  | 250.000    | Französische Postwertzeichendruckerei | 344   |
|              | - Peter Paul Rubens: Caritas Detail | 18+7           | 16. November          | 31. Oktober 1955  | 250.000    | Französische Postwertzeichendruckerei | 345   |
|              | - Peter Paul Rubens: Das Kind mit dem Vogel | 30+10          | 16. November          | 31. Oktober 1955  | 250.000    | Französische Postwertzeichendruckerei | 346   |
|              | Benediktinerabtei St. Mauritius (Tholey) Fresko aus dem Kloster Montecassino: Der Hl. Benedikt entsendet den Hl. Maurus zur Ausbreitung des Ordens | 30+10          | 18. Dezember          | 31. Dezember 1955 | 300.000    | Schmidt                               | 347   |
| Dauermarken  | |                |                       |                   |            |                                       |       |
| Bild         | Beschreibung | Werte in Franc | Ausgabe- datum (1953) | gültig bis        | Auflage    | Entwurf                               | MiNr. |
|              | Dauermarkenserie Ansichten aus dem Saarland (auch Saar V genannt) - Schachtanlage                                                                  | 1              | 12. März 1953         | 30. Juni 1957     | 4.220.278  | Kratz                                 | 319   |
|              | - Ludwigsgymnasium Saarbrücken | 2              | 13. März 1953         | 30. Juni 1957     | 4.978.874  | Hermann Mees                          | 320   |
|              | - Brücke in Gersweiler | 3              | 3. Mai 1953           | 30. Juni 1957     | 5.143.453  | Frantzen                              | 321   |
|              | - Mettlacher Brücke | 6              | 1. August 1953        | 30. Juni 1957     | 4.947.790  | Grittmann                             | 324   |
|              | - Ludwigsgymnasium Saarbrücken | 10             | 19. Dezember 1953     | 30. Juni 1957     | 2.969.768  | Hermann Mees                          | 325   |
|              | - Hauptpostamt Saarbrücken | 12             | 12. März 1953         | 30. Juni 1957     | 16.221.735 | Geis                                  | 326   |
|              | - Schachtanlage (mit Inschrift am unteren Rand) | 15             | November 1953         | 30. Juni 1957     | 13.980.000 | Kratz                                 | 328   |
|              | - Bibliotheksgebäude der Universität Saarbrücken                                                                                                   | 30             | 3. Mai 1953           | 30. Juni 1957     | 8.936.890  | Hermann Mees                          | 332   |
|              | - Ludwigskirche Saarbrücken | 500            | 1. August 1953        | 30. Juni 1957     | 207.305    | Frantzen                              | 337   |